# Sarralbe
Sarralbe (Duits: Saaralben) is een gemeente in het Franse departement Moselle (regio Grand Est). De plaats maakt deel uit van het arrondissement Sarreguemines en het gemeentelijk samenwerkingsverband Communauté d'Agglomération Sarreguemines Confluences. Sarralbe telde op 1 januari 2022 4.386 inwoners.

## Geschiedenis
De plaats werd voor het eerst vermeld in 718 als Alba. De plaats hing vanaf de 10e eeuw af van de graaf-bisschoppen van Metz. Bisschop Jacques de Lorraine liet halfweg de 13e eeuw een stadsomwalling bouwen. Sarralbe kende twee grote stadsbranden, in 1368 en in 1406. Al in de middeleeuwen kwamen er zoutziederijen om zout te produceren uit het zoute water uit de ondergrond. 
De Dertigjarige Oorlog zorgde voor een economische en demografische ramp. In 1634 liet kardinaal de Richelieu het kasteel en de stadsmuur afbreken om te verhinderen dat opstandelingen zich in de stad zouden verschansen; enkel de Porte d'Albe bleef bewaard. Tegen 1644 zouden er nog maar drie mensen in Sarralbe hebben gewoond. Vanaf 1670 vestigden zich weer mensen in de stad en pas tegen 1730 kende Sarralbe weer een normaal bevolkingspeil.
In 1766 kwam Sarralbe samen met de rest van Lotharingen bij Frankrijk. Tussen 1870 en 1918 en opnieuw tussen 1940 en 1944 kwam de stad bij Duitsland.

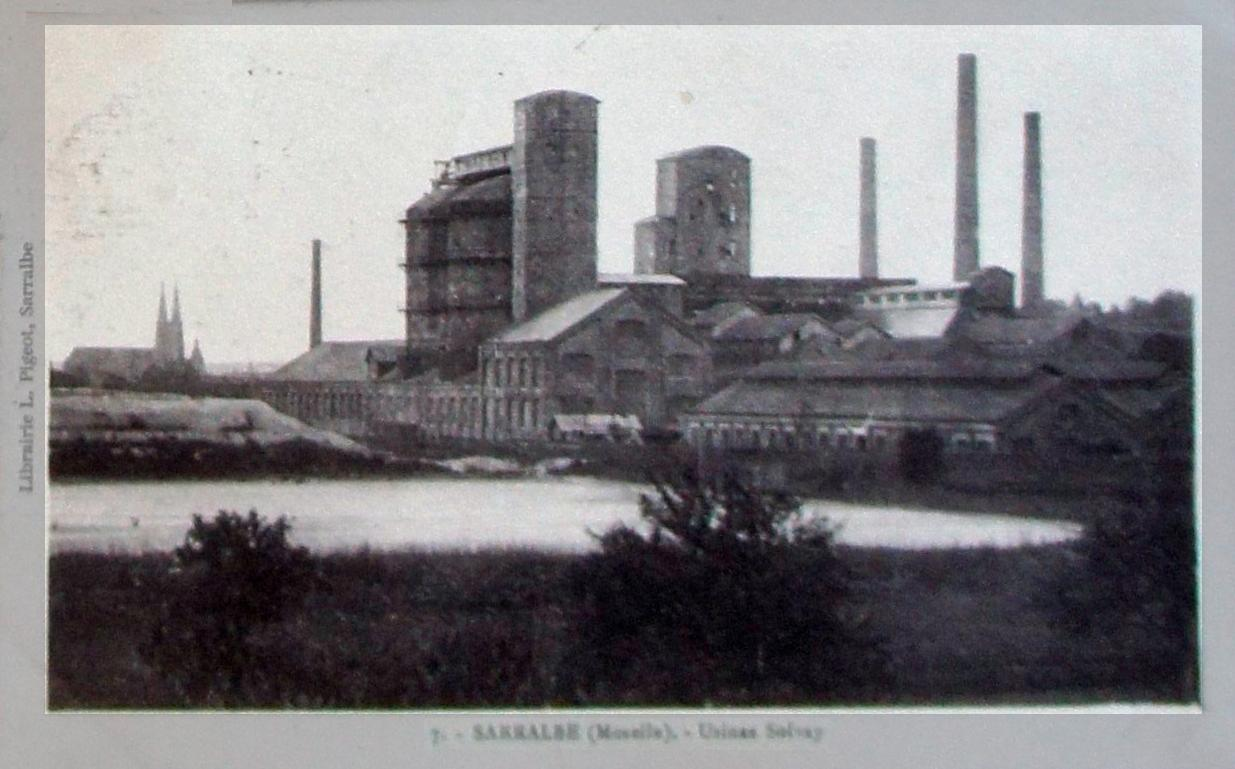
De Solvayfabriek in 1924

Vanaf de eerste helft van de 19e eeuw werd het zout in de ondergrond op industriële schaal gewonnen. Deze ontginning gebeurde aanvankelijk op bescheiden schaal. Vooral tijdens het Duitse Keizerrijk kende de gemeente een sterke ontwikkeling. De productie van zout groeide sterk. In 1883 werd er een fabriek van Solvay geopend. Er kwamen nieuwe wijken voor de arbeiders, een school, een sportzaal en in 1907 een nieuwe, grote, neogotische kerk. Tijdens het interbellum was de gemeente weer Frans. Het Franse leger opende een kazerne in de gemeente tijdens de bouw van de Maginotlinie. Voor de start van de Tweede Wereldoorlog werd de bevolking geëvacueerd naar andere delen van Frankrijk. In juni 1940 leed de stad zware schade; het merendeel van de huizen raakte beschadigd en het gehucht Eich ging helemaal in de vlammen op. Na de oorlog volgde een lange wederopbouw. Het nieuwe gemeentehuis werd geopend in 1950 en in de volgende jaren volgden andere overheidsgebouwen. Er kwam ook een omleidingsweg rond het stadscentrum.
De zoutproductie in Sarralbe hernam na de oorlog, maar de productie daalde. In 1953 werd er ongeveer 24.000 ton gewonnen; in 1935 was dat nog meer dan 45.000 ton. In de jaren 1970 schakelde de fabriek van Solvay over op de petrochemie. Dit gaf een nieuwe economische impuls aan de gemeente.

## Geografie
De oppervlakte van Sarralbe bedroeg op 1 januari 2022 27,29 vierkante kilometer; de bevolkingsdichtheid was toen 160,7 inwoners per km².
De plaats ligt aan de samenvloeiing van de Albe en de Saar.

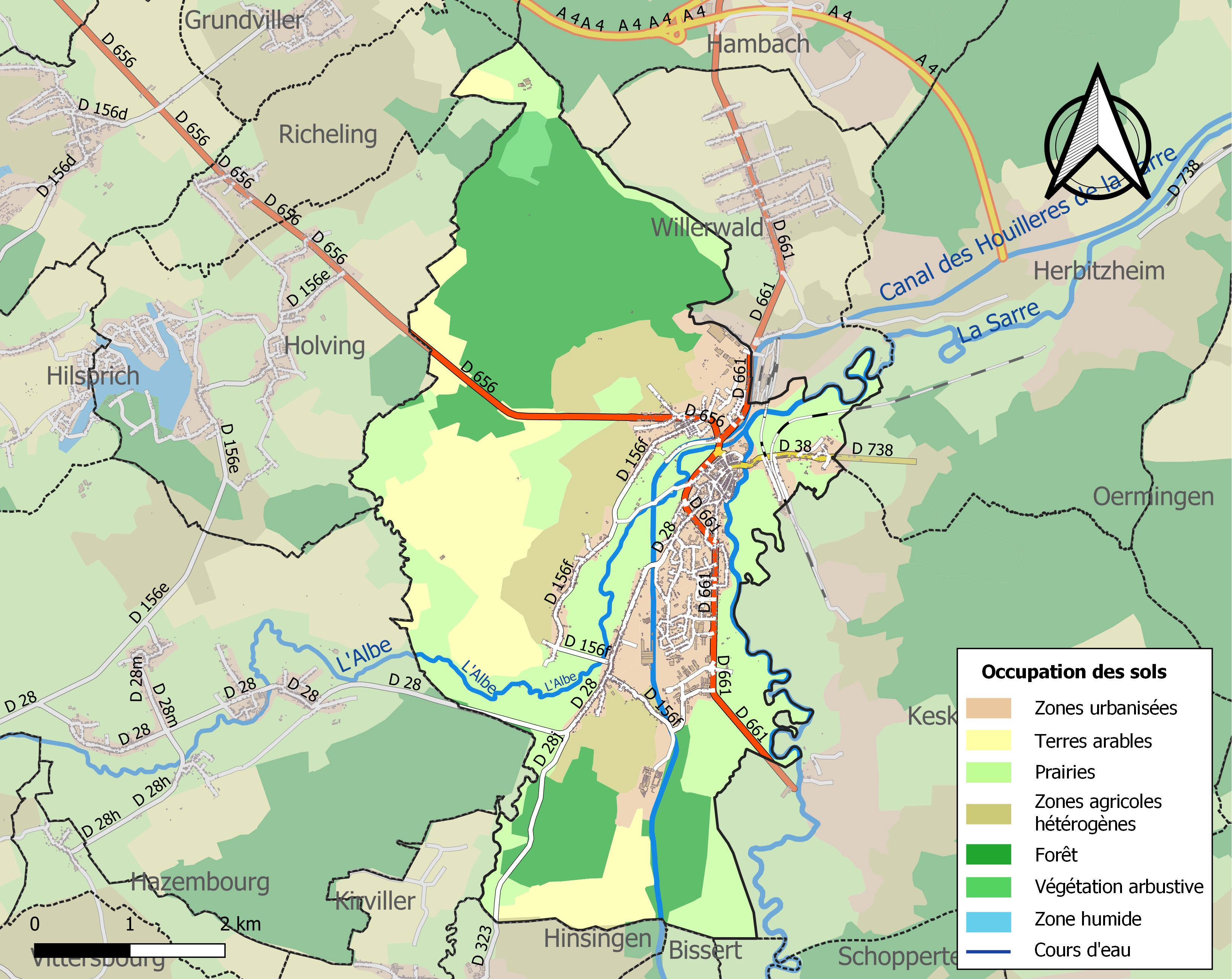
Kaart van de gemeente met de belangrijkste infrastructuur, bodemgebruik en omliggende gemeenten

## Demografie
Onderstaande figuur toont het verloop van het inwonertal (bron: INSEE-tellingen).

## Bezienswaardigheden

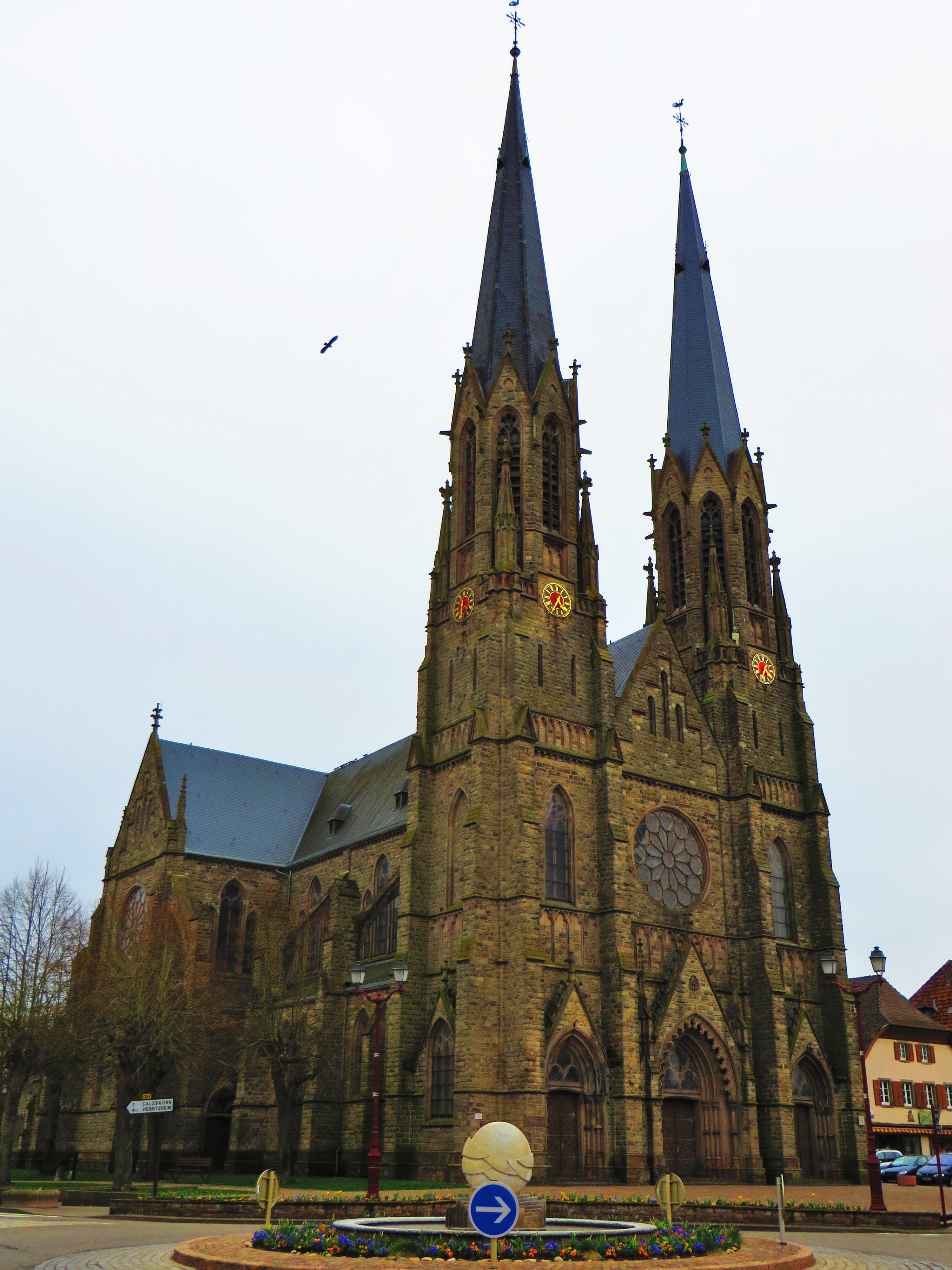
De kerk Saint-Martin

De neogotische kerk Saint-Martin werd gebouwd tussen 1904 en 1908  en kreeg vanwege haar omvang de bijnaam van kathedraal. De Porte d'Albe is een vroegere stadspoort. De oudste delen zijn 12e-eeuws. In 1718 kreeg de toren bijkomende verdiepingen en een torenspits. Boven de Albe is er een kanaalbrug uit 1866.
In de gemeente zijn er verschillende plaatsen die herinneren aan de beide wereldoorlogen. Sarralbe was geen slagveld tijdens de Eerste Wereldoorlog maar bezit wel een begraafplaats (Sarralbe Military Cemetery) met graven van soldaten van de Commonwealth. Verder zijn er sluizencomplexen als onderdeel van de Maginotlinie die tot doel hadden de valleien van de Saar en de Albe onder water te zetten om een Duits offensief te stoppen. Tot slot zijn er verschillende oorlogsmonumenten.